# Aṣalbāy
Aṣalbāy, död 1509, var en mamlukisk sultangemål. Hon var konkubin till sultan Sayf ad-Din Qa'itbay (regent 1468–1496), mor till sultan An-Nasir Muhammad ibn Qaitbay (regent 1496–1498), syster till sultan Abu Sa'id Qansuh (regent 1498–1500), och gift med sultan Al-Ashraf Janbalat (regent 1500–1501).

## Biografi
Aṣalbāy var kirkassier. Hon gavs som gåva, eller köptes, som konkubin till sultan Sayf ad-Din Qa'itbay (regent 1468–1496). Hon uppges ha varit hans favorit, och blev mor till sultan An-Nasir Muhammad ibn Qaitbay (regent 1496–1498). Hon blev fri som Umm walad efter Sayf ad-Din Qa'itbays död. Mamluksultanatet var vid denna tid ingen arvmonarki, men hon stödde sin son då han efter sin fars död grep makten. Tillsammans med sin bror Qānṣuh besegrade hon och hennes son den mäktiga Grand Dawādār Aqbardī.
1498 utbröt en konflikt mellan hennes son och bror. Hon kallade upp dem båda två till citadellet i Kairo i februari 1498 och fick dem att avlägga en ed att inte strida mot varandra. I september 1498 utbröt en konflikt mellan henne och hennes son då hon motsatte sig hans giftermål med Miṣirbāy (d. 1522), en före detta kirkassisk konkubin och änka efter Kurtbāy, guvernör i Gaza.
Aṣalbāys son avsattes 1498 och efterträddes av hennes bror sultan Abu Sa'id Qansuh (regent 1498–1500). Hon gifte sig 1500 med sin brors efterträdare sultan Al-Ashraf Janbalat (regent 1500–1501), som senare samma år besteg tronen. Hennes make avsattes året därpå, och hon lämnade haremet i Kairo citadell och bosatte sig i staden Kairo. Hon utförde 1508 en pilgrimsresa till Mecka, och tvingades sedan stanna där eftersom sultan Qānsūh al-Ghawrī (regent 1501–1516) vägrade ge henne tillstånd att återvända.